# Chiesa dei Santi Dionisio, Rustico ed Eleuterio Martiri
La chiesa dei Santi Dionisio, Rustico ed Eleuterio Martiri, anche nota come pieve di Santa Croce del Bleggio o semplicemente pieve di Santa Croce, è la parrocchiale a Santa Croce del Bleggio nel comune di Bleggio Superiore, in Trentino. Fa parte della zona pastorale delle Giudicarie dell'arcidiocesi di Trento e risale al VI secolo.

## Storia

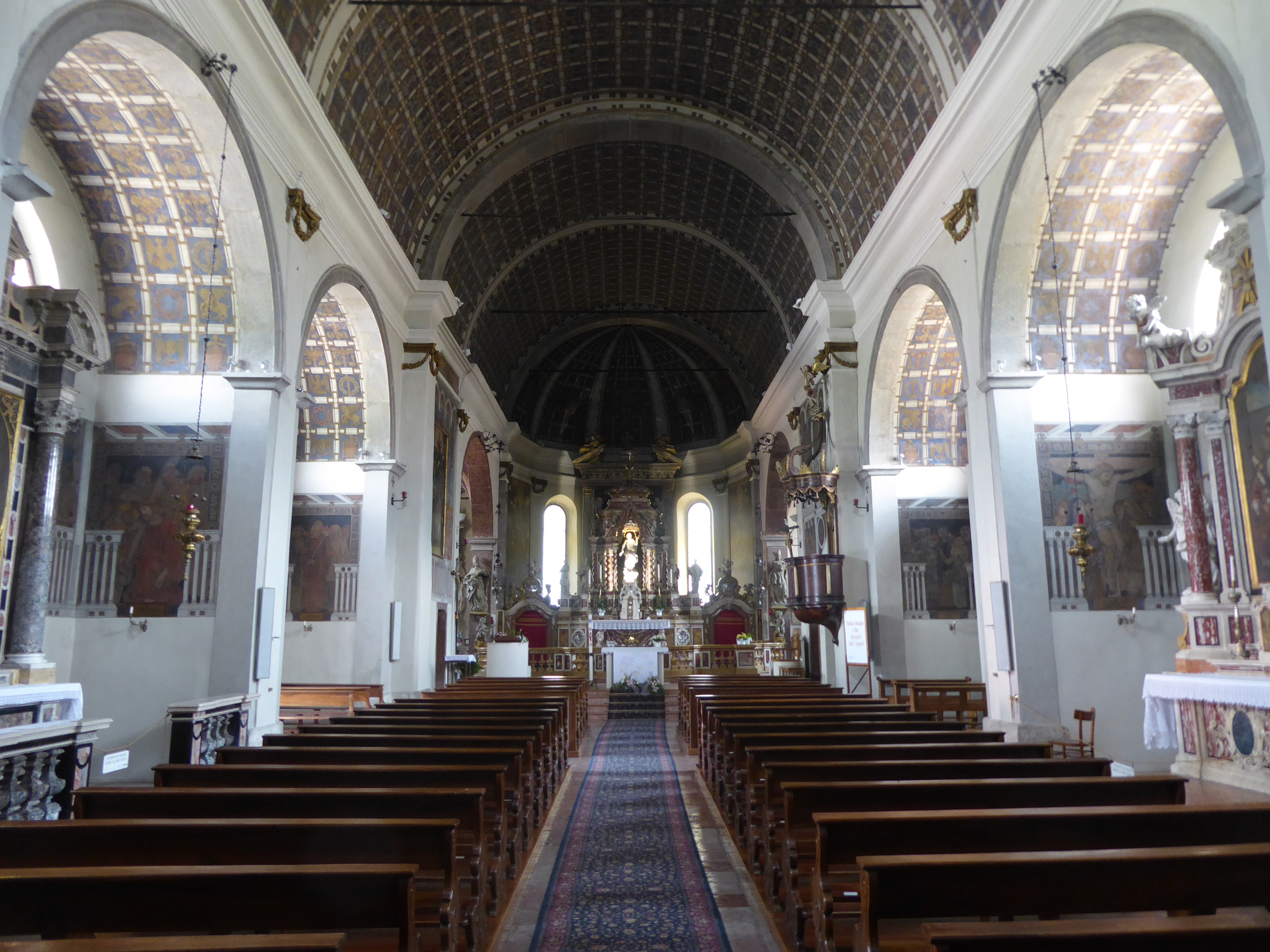
Interno

Sul sito è stato rinvenuto un antico sarcofago pagano, e questo testimonia la presenza di un luogo di culto dei primi secoli dopo Cristo ma il primo edificio legato al cristianesimo a Santa Croce si può datare attorno al VI secolo.
Attorno al IX secolo o in epoca precedente era già presente una chiesa altomedievale, che venne completamente ricostruita a partire dall'XI secolo. Era già un edificio di grandi dimensioni, con pianta a tre navate e con abside. Tale abside originale è in seguito divenuta cripta della struttura moderna.
La prima citazione ufficiale della chiesa è del 1155.

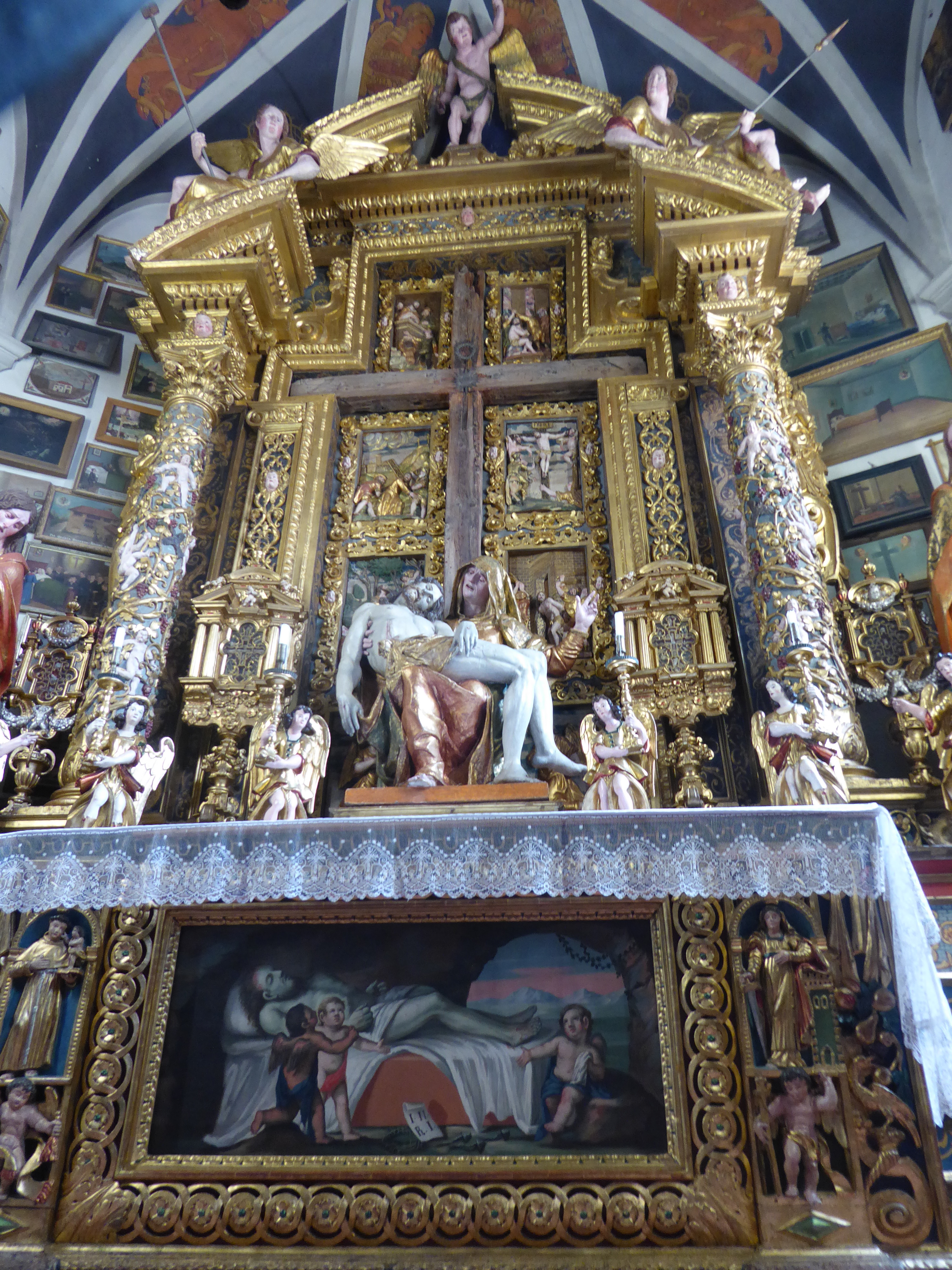
Altare che conserva la croce miracolosa nella cappella destra, con il gruppo scultoreo della pietà

A partire dall'inizio del XIV secolo la chiesa venne arricchita con affreschi a tema biblico con angeli, santi e fedeli in preghiera. Verso la fine del secolo si procedette all'erezione di una nuova chiesa superiore, che innalzò sul precedente, senza demolirlo, un  nuovo edificio di culto. L'erezione della torre campanaria venne quasi conclusa nel 1507 e subito dopo si pensò a completare l'edificio secondo le esigenze della popolazione.

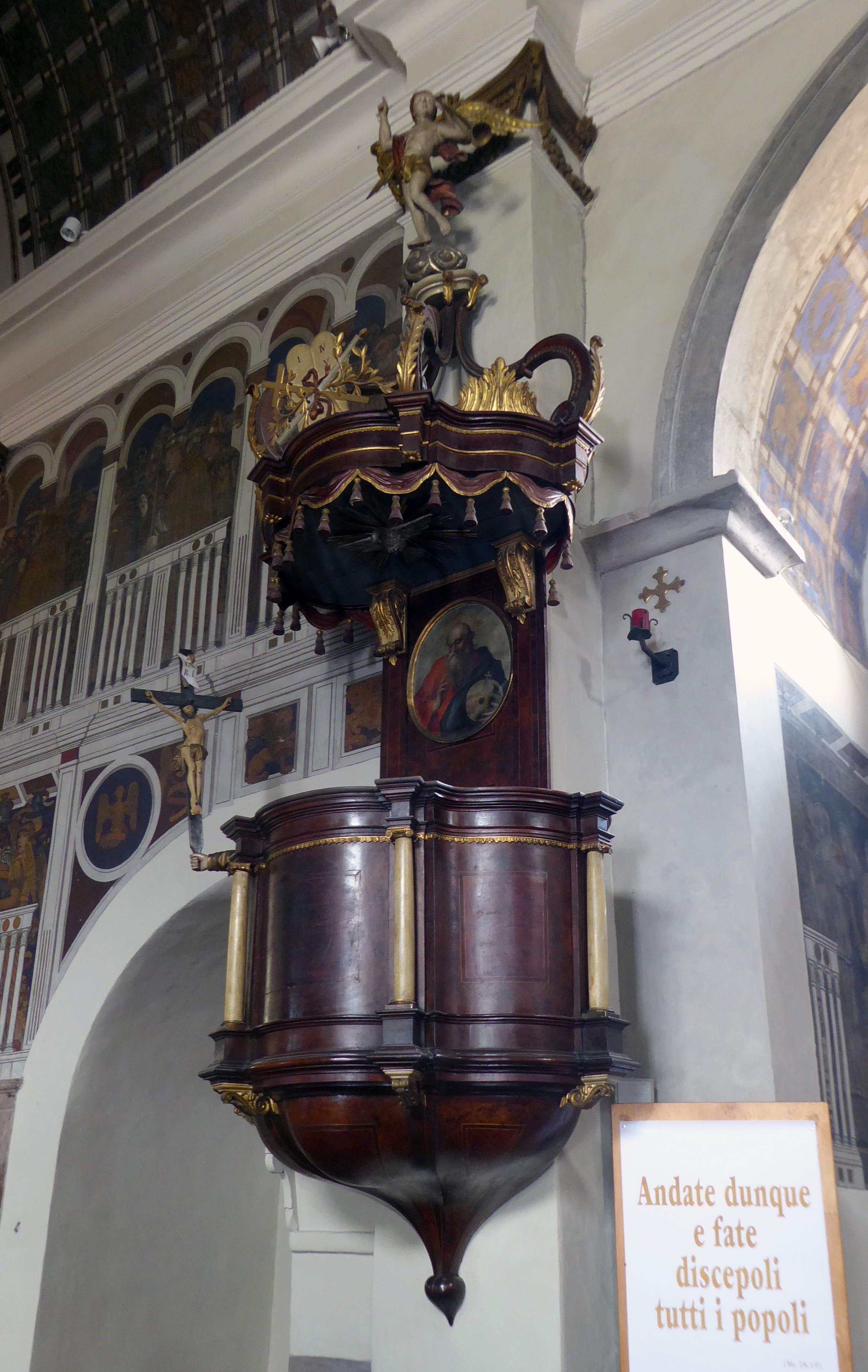
Pulpito

All'inizio del XVII secolo la pieve fu interessata da nuove modifiche ed ampliamenti. L'originaria abside romanica fu demolita, furono erette due cappelle accanto al presbiterio, quella di destra dedicata alla Santa Croce. Qui venne conservata e venerata come miracolosa una croce in legno in precedenza sul monte San Martino.
Con l'inizio del secolo gli interni sono stati decorati con immagini legate al tema della Santa Croce, la facciata è stata ricostruita in stile neorinascimentale, si è sistemato il pavimento e si sono restaurati gli affreschi nella cripta.
A partire dal 1963 si è installato un impianto di riscaldamento e si sono adeguati alle norme gli impianti.
La cappella intitolata a San Giovanni Battista poi a Sant'Agnese è stata restaurata e si è aperto un passaggio con l'esterno.
La pieve ha avuto dignità di parrocchia del Bleggio intitolata alla Santa Croce dal 1987.
Tra il 2002 e il 2005 è stato realizzato l'adeguamento liturgico posizionando l'altare postconciliare davanti all'altare maggiore che conserva il tabernacolo per la custodia eucaristica e sono rimaste le balaustre.

## Descrizione

### Esterno
La pieve rappresenta un importante monumento storico e artistico nell'area Giudicarie Esteriori e il suo nome ha determinato anche la scelta definitiva del nome della località nella quale è costruito. La struttura recente è cinquecentesca e mostra orientamento tradizionale verso est, e si trova sopra la chiesa originale che svolge così il ruolo di cripta. 
La facciata è in stile neorinascimentale con salienti, grande frontone triangolare, portale di accesso racchiuso da colonne con arco e lunetta superiore e, al centro del prospetto, il grande rosone. La torre campanaria si alza a destra, in posizione arretrata e si conclude con la cella aperta con quattro finestre a monofora e copertura a cipolla.

### Interno
La navata interna è unica ma ampia, con grandi cappelle laterali che rendono maggiore lo spazio interno. Le decorazioni interne sono novecentesche e sono state realizzate da Carlo Donati.